# Goeblange
Goeblange (Luxemburgs: Giewel, Duits: Göblingen) is een plaats in de gemeente Koerich en het kanton Capellen in Luxemburg.
Goeblange telt 425 inwoners (2001).
Vlak bij Goeblange bevinden zich de fundamenten van een Gallo-Romeinse villa.

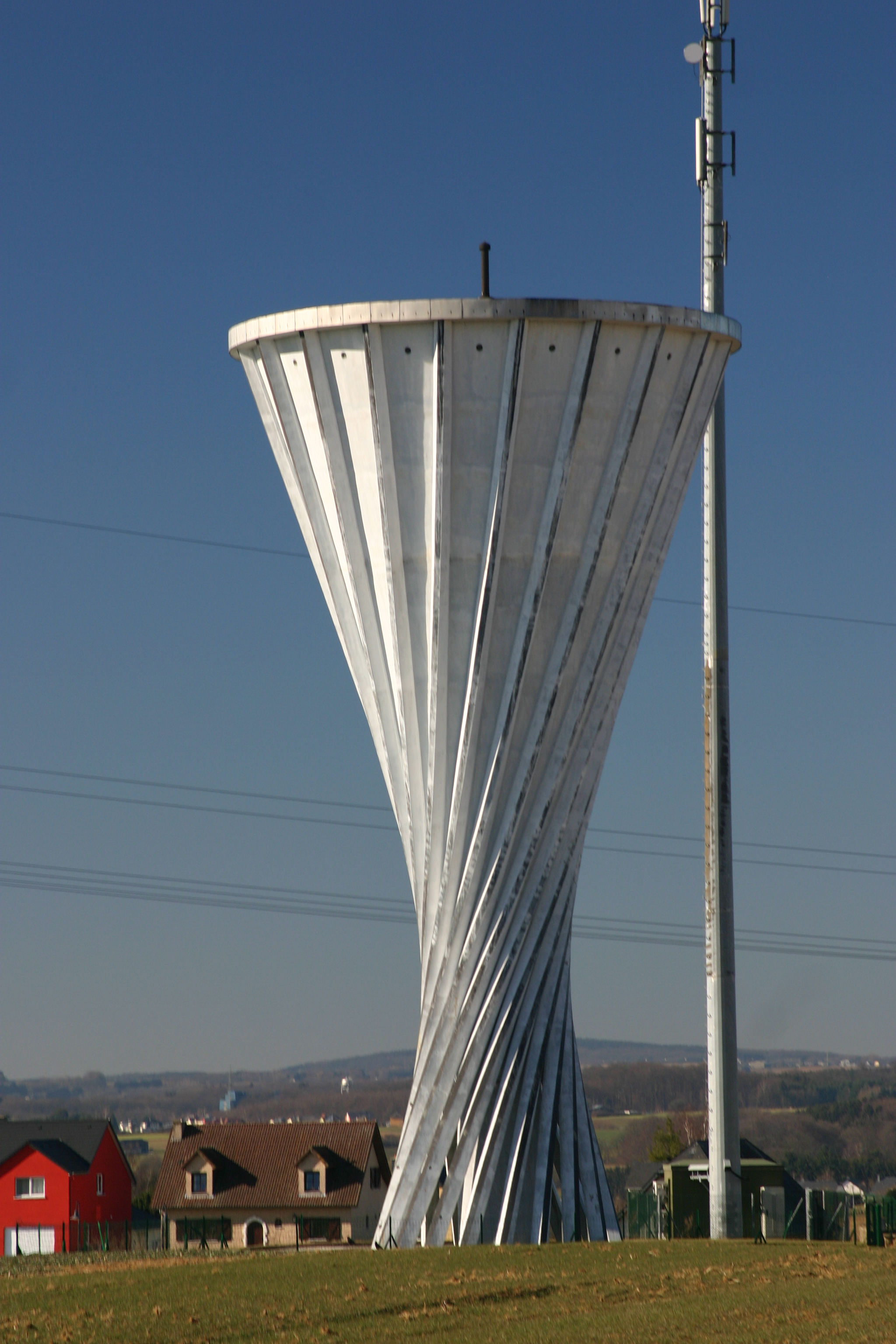
Watertoren

Goeblange · Goetzingen · Koerich · Windhof

Luxemburgse gemeenten · Kanton Capellen · Luxemburg